# Happy, Texas
Happy, Texas è una commedia del 1999 che ha ricevuto il premio speciale della giuria al Sundance Film Festival.

## Trama
Tre criminali di mezza tacca evadono di prigione, datisi alla fuga i tre si dividono, Bob da una parte mentre Wayne e Harry fuggono assieme. Durante la loro fuga questi ultimi rubano una roulotte ad una coppia di coreografi omosessuali organizzatori di concorsi di bellezza per bambini. I due giungono nella piccola cittadina di Happy, in Texas, dove fingendosi gay sconvolgono la noiosa esistenza degli abitanti, tra cui lo sceriffo Chappy Dent, realmente omosessuale che si infatuerà di Harry. Continuando a fingersi gay, i due si integreranno con la comunità fino a quando non si farà vivo Bob, arrivato a Happy con l'intento di rapinare la banca locale.

## Riconoscimenti
- Independent Spirit Awards 2000
  - Miglior attore non protagonista (Steve Zahn)
- Courmayeur Noir in festival 1999
  - Premio speciale della giuria